# Дякове
Дя́кове  — село в Україні, в Антрацитівській міській громаді Ровеньківського району Луганської області. Населення за переписом 2001 року становило 2870 осіб. Орган місцевого самоврядування — Дяківська сільська рада.

## Географія
Відстань до райцентру становить близько 32 км і проходить автошляхом E50, із яким збігається М03. Село розташоване на кордоні із Шахтарським районом Донецької області. У селі річка Горіхова впадає у річку Юськіну.

## Назва
Назва села походить від сану засновника села — військового дяка Івана Ісаєва.

## Історія
Станом на 1873 рік у слободі, центрі Андріївської волості Міуського округу Області Війська Донського, мешкало 1955 осіб, налічувалось 297 дворових господарств й 4 окремих будинки, 72 плуги, 295 коней, 288 пар волів, 1958 овець.
За переписом 1897 року кількість мешканців зросла до 4470 осіб (2224 чоловічої статі та 2246 — жіночої), з яких всі — православної віри.
У 1932–1933 роках Дякове постраждало від голодомору. У книзі «Врятована пам′ять. Голодомор 1932-33 років на Луганщині: свідчення очевидців» містяться спогади місцевого мешканця Щербака Захара Пантелеймоновича (1910 року народження), який описує ті події так:

| «…Не знаю, у якому году, по-моєму, в 1932-му, бачив зимою, як санями вивозили під Ягорівку людей. Під Куцу гору, так її називають, там рівчак крутий, вивезуть людей, викинуть — і все… Ото так. […] Голод був. А людей не їли, такого не було. Розказували, шо батько й мати поїли дітей, ну не в нас. А може і… Оно ж Дякова велика, а ну чотири колхози було! В ті года стільки зерна було! У Ровеньки вивозили, ми тоді Ровенецького району були…»[4] |
Під час війни на сході України молодший сержант Едуард Іванов та капітан Юрій Кондратюк у складі групи розмінування понад місяць перебували в оточенні[коли?] поблизу села Дякове під обстрілом терористами і російськими підрозділами РСЗВ БМ-21 «Град», проводили евакуацію поранених військовослужбовців, забезпечували бойові дії підрозділу та евакуаційної групи. Вийшли з оточення в складі групи розмінування та з'єдналися з основними силами[джерело?]. 4 серпня під Дяковим зазнав смертельних поранень солдат 79-ї бригади Ернест Хортів. 6 серпня від численних поранень під Дяковим загинув Павло Пушняк — старший сержант 72-ї бригади та Олександр Василенко, солдат 72-ї бригади. 7 серпня 2014-го смертельно поранений під час артилерійського обстрілу терористами підрозділів частини під Дяковим при виведенні особового складу з оточення солдат 79-ї бригади Євген Бакунов. 7 серпня під час виходу з оточення під Дяковим бойова машина 55-ї бригади відстала від основного угруповання, яке виходило з «котла», і на блокпосту біля Красного Луча потрапила у засідку терористів, які закидали машину гранатами. Тоді полягли майор Петро Третяк та старший сержант Євген Сиротін.

## Населення
За даними перепису 2001 року населення села становило 2870 осіб, з них 92,96 % зазначили рідною українську мову, 6,83 % — російську, а 1,21 % — іншу.

### Мова
Розподіл населення за рідною мовою за даними перепису 2001 року:
| Мова            | Кількість | Відсоток |
| --------------- | --------- | -------- |
| українська      | 2668      | 92.96%   |
| російська       | 196       | 6.84%    |
| білоруська      | 3         | 0.10%    |
| румунська       | 2         | 0.07%    |
| інші/не вказали | 1         | 0.03%    |
| Усього          | 2870      | 100%     |

## Відомі особи
Уродженцями села є Конопля Микола Іванович — український агроном, доктор сільськогосподарських наук, професор та Стрельченко Іван Михайлович — Герой Соціалістичної Праці.

## Також
- Перелік населених пунктів, що постраждали від Голодомору 1932—1933 (Луганська область)